# FC Carl Zeiss Jena
Fußball-Club Carl Zeiss Jena e.V é uma agremiação esportiva alemã, fundada a 13 de maio de 1903, sediada em Jena.

## História
O clube foi fundado em maio de 1903 por alguns operários da indústria ótica sob a denominação de Fussball-Club der Firma Carl Zeiss. Viria a mudar de nome, em 1911, passando a Fussball Club Carl Zeiss Jena e, sucessivamente, em 1917 para 1. Sportverein Jena e.V.
A equipe atuou até o fim da Segunda Guerra Mundial na Gauliga Thüringen vencendo 16 títulos regionais. Após o fim da guerra, como muitas outras associações, inclusive as esportivas, foi dissolvido pelas autoridades aliadas. O Jena foi reconstituído em 1946 sob o nome de SG Ernst Abbe Jena, e em seguida, como muitos outros clubes, mudou de nome várias vezes. Já se chamou SG Stadion Jena (1948), SG Schott Jena (1949), BSG Chemie Jena (1950), BSG Mechanik Jena (janeiro de 1951), BSG Motor Jena (maio de 1951), e SC Motor Jena (1954).
Foi um dos fundadores, em 1950 da DDR Oberliga e jogou uma só temporada, a de 1951-1952 na máxima série. Renomeado SC Motor Jena, em 1954, voltou à elite após dois anos. O primeiro troféu importante foi o da Copa da Alemanha Oriental, em 1960, seguido do título nacional, em 1963. O time foi renomeado pela enésima vez, em 1966, com o nome de FC Carl Zeiss Jena, e em breve tempo se tornou uma das equipes que forneciam e desenvolviam mais talentos para a Seleção. Foi uma das equipes dominantes do campeonato nos anos 1970, vencendo dois títulos nacionais, em 1968 e, em 1970. Terminou 6 vezes em segundo atrás do Vorwärts Berlin, Dynamo Dresden, e 1. FC Magdeburg.
Além dos títulos nacionais, o time venceu outras três vezes a Copa da Alemanha Oriental em 1972, 1974 e 1980. Chegou à final da Copa das Copas em 1980-1981, mas foi batido pelo Dínamo Tbilisi por 2 a 1. Naquela edição da Copa das Copas, o Carl Zeiss Jena defrontou a Roma, mas foi batida no estádio Olímpico por 3 a 0. Porém, um incrível jogo de volta ocorreu em Jena quinze dias depois. O time teutônico foi capaz de estragar clamorosamente o resultado anterior ao derrotar o adversário por 4 a 0. Nas oitavas de final o Carl enfrentou e eliminou o Valência, vencendo-o por 3 a 1, em casa, e perdendo por 1 a 0 fora. Nas quartas de final os alemães encontram o galês Newport County. Após um clamoroso 2 a 2, em casa, o Jena venceu a partida de volta fora de seus domínios por 1 a 0. Já na semifinal o adversário foi o Benfica. O time português foi derrotado fora de casa por 2 a 0 e venceu em casa por 1 a 0. O resultado pôs o Carl Zeiss Jena na final, decisão, porém, que coroou o sucesso do Dínamo Tbilisi, equipe que então pertencia à União Soviética, à qual chegou ao título.
Após a reunificação alemã, em 1990, o time foi inserido na Zweite Bundesliga. O segundo lugar, em 1992, se transformou em um terrível décimo-sétimo lugar, em 1994, com o consequente rebaixamento para a Regionalliga  Nordost (III). Venceu na primeira tentativa o campeonato e foi assim promovido à Zweite Bundesliga na qual permanece por dois anos. De 1999 o time atuou na terceira e na quarta divisão e ao término da temporada 2005-2006 assegurou a promoção à Bundesliga na Zweite Bundesliga, serie na qual militou até 2008, ano do rebaixamento à Dritte Bundesliga.

## Jogadores célebres
- Robert Enke, 8 presenças na seleção (2007-09)

A equipe já cedeu no total 33 jogadores para a DDR, entre os quais:
- Konrad Weise, 86 presenças (1970-81), campeão olímpico em 1976 a Montréal
- Eberhard Vogel, 74 presenças (1962-76)
- Lothar Kurbjuweit, 66 presenças (1970-81), campeão olímpico de 1976 a Montréal
- Roland Ducke, 37 presenças (1958-67)
- Peter Ducke, 68 presenças (1960-75)

## Uniforme
- Uniforme titular: Camisa, calção e meias brancas.
- Uniforme reserva: Camisa, calção e meias azuis.
- Uniforme alternativo: Camisa, calção e meias douradas.

## Estádio

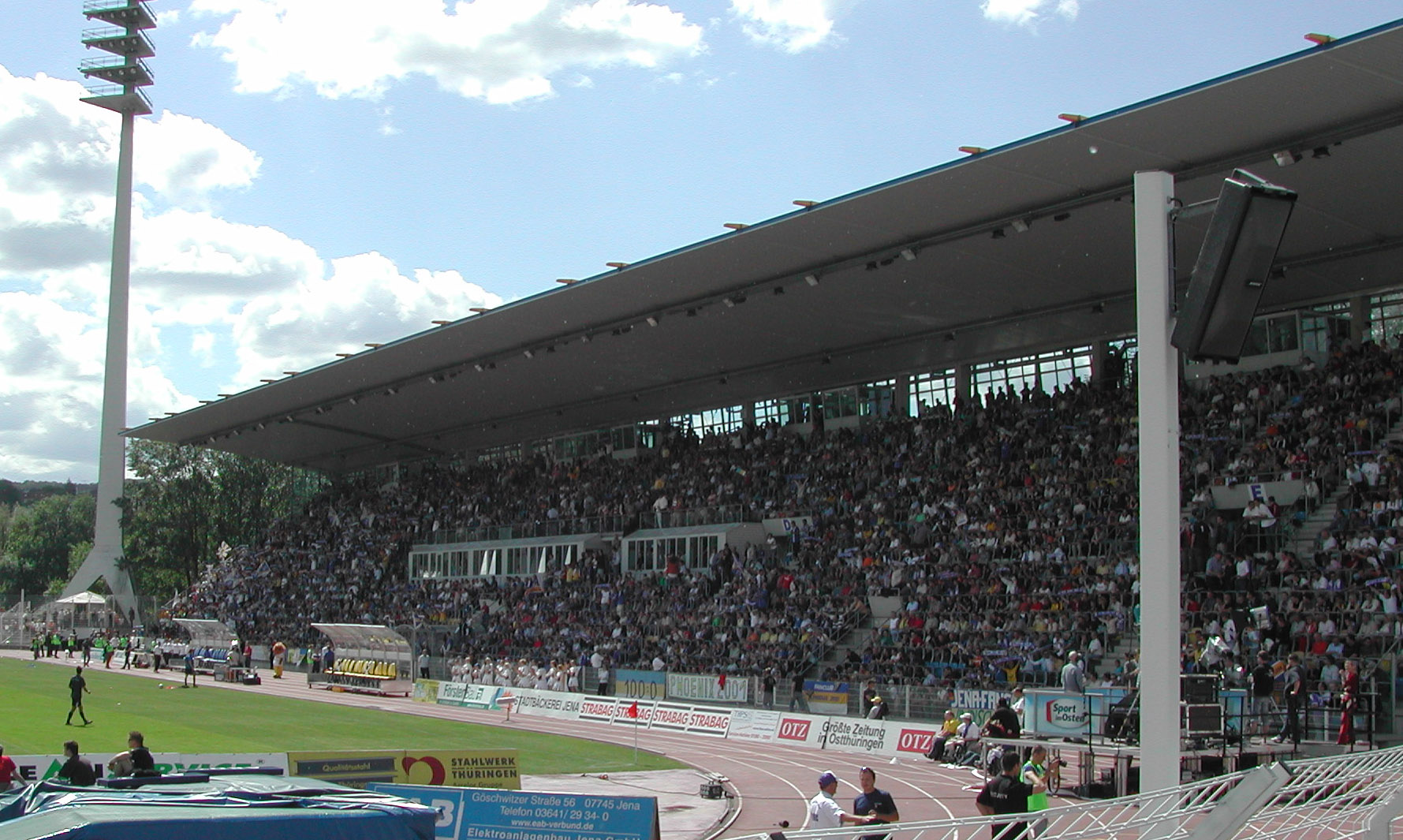
Claque do Carl Zeiss Jena no Ernst-Abbe-Sportfeld

O estádio do Carl Zeiss Jena é o Ernst-Abbe-Sportfeld com capacidade para 12.000 pessoas. Foi inaugurado em 1924.

## Títulos
- Campeonato da Alemanha Oriental: 1963, 1968, 1970
- Copa da Alemanha Oriental: 1960, 1972, 1974, 1980
- Copa Piano Karl Rappan: 1986, 1987, 1988

## Cronologia recente
| Temporada | Divisão                    | Posição |
| 1999–2000 | Regionalliga Nordost (III) | 4°      |
| 2000–01   | Regionalliga Süd (III)     | 18° ↓   |
| 2001–02   | NOFV-Oberliga Süd (IV)     | 3°      |
| 2002–03   | NOFV-Oberliga Süd          | 2°      |
| 2003–04   | NOFV-Oberliga Süd          | 2°      |
| 2004–05   | NOFV-Oberliga Süd          | 1° ↑    |
| 2005–06   | Regionalliga Nord (III)    | 2° ↑    |
| 2006–07   | 2° Bundesliga (II)         | 13°     |
| 2007–08   | 2° Bundesliga              | 18° ↓   |
| 2008–09   | 3° Liga (III)              | 16°     |
| 2009–10   | 3° Liga                    | 5°      |
| 2010–11   | 3° Liga                    | 15°     |
| 2011–12   | 3° Liga                    | 18° ↓   |
| 2012–13   | Regionalliga Nord (IV)     | 2°      |
| 2013–14   | Regionalliga Nord          | 3°      |
| 2014–15   | Regionalliga Nord          | 4°      |
| 2015–16   | Regionalliga Nord          | 7°      |
| 2016–17   | Regionalliga Nord          | 1° ↑    |
| 2017–18   | 3° Liga (III)              | 11°     |
| 2018–19   | 3° Liga                    | 14°     |
| 2019–20   | 3° Liga                    | 20° ↓   |
| 2020–21   | Regionalliga Nord (IV)     | 4°      |
| 2021–22   | Regionalliga Nord          | 2°      |
| 2022–23   | Regionalliga Nord          | 2°      |